# Operations Support System
Operations Support System (OSS) är datorsystem för drift och underhåll av nätverk för fast och mobil telefoni.
Hantering av telefoninätverk har traditionellt skötts av personal som har styrt och övervakat växlar och annan utrustning lokalt där dessa är placerade. Detta har visat sig vara ett ineffektivt och dyrt arbetssätt. Idag sker drift och underhåll i stort sett alltid från centralt placerade driftscentraler.
För att kunna styra och övervaka växlar och annan utrustning använder man sig av Operations Support System. Med dessa system kan man styra växlarna samt telefonitrafiken, dessutom ger systemen indikationer på om det finns fel i telefoninätverken samt information om trafikmängder med mera.